# 四乙基锡
四乙基锡是一种有机锡化合物，化学式 C
8H
20Sn ，结构式 (CH3CH2)4Sn， 由锡原子和四个乙基组成。它是一种重要的有机锡化合物，一般简称 TET。
四乙基锡是一种可燃的无色液体，可溶于乙醚但不溶于水。四乙基锡的熔点为 -112 °C ， 沸点为 181 °C。  它可用于电子行业。
四乙基锡可以由乙基溴化镁和四氯化锡反应而成；
SnCl4 + 4 (C2H5)MgBr → (CH3CH2)4Sn + 4 MgBrCl
四丙基锡和四丁基锡也可以用类似的方法制备。
四乙基锡进入人体后，会转化成毒性更强的三乙基锡。